# Condado de New London
El condado de New London está localizado en el este del estado de Connecticut. Según el censo realizado en el año 2000 la población de este estado era de 259 088. En este condado se encuentra la ciudad homónima de New London.
En Connecticut no existe gobierno legislativo ni ejecutivo al nivel de condado; sin embargo sí que existen juzgados de lo civil y lo penal a este nivel. Cada ciudad o pueblo es responsable de los servicios locales, como la educación, el servicio de bomberos, el departamento de policía... o incluso son responsables de quitar la nieve en invierno. En Connecticut, los pueblos y las ciudades deben ponerse de acuerdo para ofrecer servicios y para crear un servicio de educación regional.

## Geografía
Según la Oficina del Censo, el condado tiene un área total de 1999 km² (771,8 mi²), de la cual 1725 km² (666 mi²) es tierra y 275 km² (106,2 mi²) (13.70%) es agua.

### Condados adyacentes
- Condado de Windham (norte)
- condado de Kent, Rhode Island (noreste)
- Condado de Washington, Rhode Island (este)
- Condado de Middlesex (oeste)
- Condado de Tolland (noroeste)
- Condado de Hartford (noroeste)

## Demografía
Según el censo de 2000, había 259 088 personas, 99 835 hogares y 67 188 familias residiendo en la localidad. La densidad de población era de 150 hab./km². Había 110 674 viviendas con una densidad media de 64 viviendas/km². El 87.00% de los habitantes eran blancos, el 5.2% afroamericanos, el 0.96% amerindios, el 1.96% asiáticos, el 0.06% isleños del Pacífico, el 2.05% de otras razas y el 2.68% pertenecía a dos o más razas. El 5.11% de la población eran hispanos o latinos de cualquier raza.
Los ingresos medios por hogar en la localidad eran de $50 646 y los ingresos medios por familia eran $59 857. Los hombres tenían unos ingresos medios de $41 292 frente a los $30 525 para las mujeres. La renta per cápita para el condado era de $24 678. Alrededor del 6.40% de la población estaban por debajo del umbral de pobreza.

## Localidades

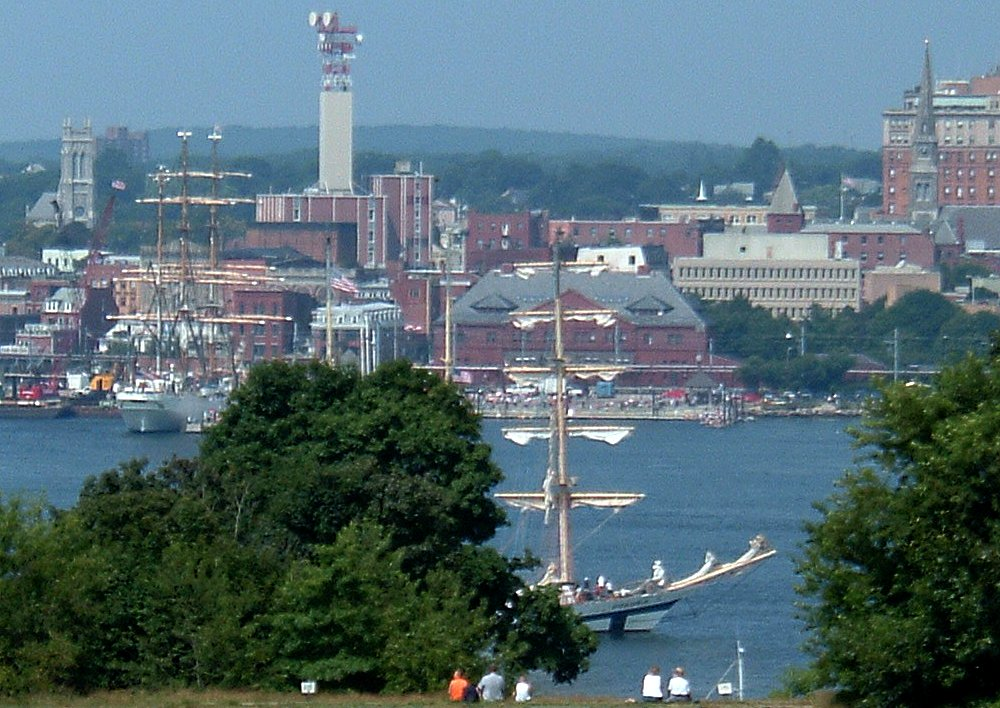
Ciudad de New London

### Ciudades
Groton | 
New London | 
Norwich 

### Pueblos
Bozrah | 
Colchester | 
East Lyme | 
Franklin | 
Griswold | 
Groton | 
Lebanon | 
Ledyard | 
Lisbon | 
Lyme | 
Montville | 
North Stonington | 
Old Lyme | 
Preston | 
Salem | 
Sprague | 
Stonington | 
Voluntown | 
Waterford 

### Boroughs
Groton Long Point |
Jewett City | 
Stonington 

### Lugares designados por el censo
Baltic | 
Colchester |
Conning Towers-Nautilus Park | 
Gales Ferry | 
Long Hill | 
Mashantucket |
Mystic | 
Niantic | 
Noank | 
Old Mystic | 
Oxoboxo River-Uncasville | 
Pawcatuck | 
Poquonock Bridge | 
Waterford

### Áreas no incorporadas
Burnetts Corner | 
Graniteville | 
Greeneville | 
Groton Long Point | 
Jordan | 
Lords Point | 
Norwichtown | 
Oswegatchie | 
Poquetanuck | 
Preston City | 
Quaker Hill | 
Taftville 